# Сафонов, Владимир Ильич
Владимир Ильич Сафонов (1917—1993) — капитан Советской Армии, участник Великой Отечественной войны, Герой Советского Союза (1944).

## Биография
Владимир Сафонов родился 5 сентября 1917 года в Перми. После окончания средней школы работал электрослесарем, параллельно с работой занимался в аэроклубе. В 1937 году Сафонов был призван на службу в Рабоче-крестьянскую Красную Армию. В 1939 году он окончил Пермскую военную авиационную школу лётчиков. С августа 1942 года — на фронтах Великой Отечественной войны.
К октябрю 1944 года гвардии капитан Владимир Сафонов командовал эскадрильей 8-го гвардейского авиаполка 8-й гвардейской авиадивизии 2-го гвардейского авиакорпуса АДД СССР. К тому времени он совершил 242 боевых вылета на бомбардировку скоплений боевой техники и живой силы противника, его важных объектов, нанеся ему большие потери.
Указом Президиума Верховного Совета СССР от 5 ноября 1944 года за «образцовое выполнение боевых заданий командования на фронте борьбы с немецкими захватчиками и проявленные при этом отвагу и геройство» гвардии капитан Владимир Сафонов был удостоен высокого звания Героя Советского Союза с вручением ордена Ленина и медали «Золотая Звезда» за номером 5100.
В 1946 году Сафонов был уволен в запас. Проживал и работал сначала на Севере, затем в городе Пушкино Московской области. Скончался 22 ноября 1993 года, похоронен на Кавезинском кладбище Пушкинского района.
Был также награждён двумя орденами Красного Знамени, орденами Александра Невского и Отечественной войны 1-й степени, рядом медалей.